# Ясонь
Ясонь, або Хасонь, або, Ясмень, або Несень (тобто яскравий, червоний) — бог сонця у західних слов'ян (насамперед чехів, словаків та моравів), ясний або білий бог

## Виноски
1. ↑  Beli︠a︡kova, G. S. (1995). Slavi︠a︡nskai︠a︡ mifologii︠a︡ : kniga dli︠a︡ uchashchikhsi︠a︡. Moskva: "Prosveshchenie". с. 97. ISBN 5090038317. OCLC 35966215.
2. ↑  A.), Kononenko, A. A. (Alekseĭ (2008). Slov'i︠a︡nskyĭ svit : ili︠u︡strovanyĭ slovnyk-dovidnyk mifolohichnykh ui︠a︡vlenʹ, viruvanʹ, obri︠a︡div, lehend ta ïkhnikh vidlunʹ u folʹklori i piznishykh zvychai︠a︡kh ukraïnt︠s︡iv, brativ-slov'i︠a︡n ta inshykh narodiv. Kyïv: Asot︠s︡iat︠s︡ii︠a︡ dilovoho spivrobitnyt︠s︡tva "Ukraïnsʹkyĭ mizhnarodnyĭ kulʹturnyĭ t︠s︡entr". ISBN 9789668287183. OCLC 259754663.
3. ↑  Ясонь (Хасонь) — бог Сонця. Слов'янська міфологія. web.archive.org. 6 серпня 2020. Архів оригіналу за 6 серпня 2020. Процитовано 5 березня 2021.
4. ↑  1841-1896., Famint︠s︡yn, Al. S. (Aleksandr Sergi︠e︡evich),; 1841-1896., Фаминцын, Ал. С. (Александр Сергѣевич),. Bozhestva drevnikh slavi︠a︡n. Moskva. ISBN 9785984261142. OCLC 802334531.{{cite book}}:  Обслуговування CS1: Сторінки з посиланнями на джерела із зайвою пунктуацією (посилання)
5. ↑  Artemov, V. V. (2011). Slavi︠a︡nskai︠a︡ ėnt︠s︡iklopedii︠a︡. Moskva: OLMA Media Grupp. с. 188. ISBN 9785373017244. OCLC 777182857.